# Токин, Борис Петрович
Бори́с Петро́вич То́кин (1900—1984) — советский учёный-биолог, доктор биологических наук, ректор Томского университета, основатель кафедры эмбриологии (1949) ЛГУ имени А. А. Жданова. Президент Ленинградского Общества испытателей природы (1966—1984), создатель учения о фитонцидах. Герой Социалистического Труда. Лауреат Сталинской и Государственной премий.

## Биография
Родился 8 (21 июля) 1900 года в Кричеве (ныне Могилёвская область, Белоруссия) в семье подмастерья. С 10-летнего возраста начал работать в типографии разборщиком. В 1918 году окончил вольское реальное училище.
Участник Гражданской войны 1917—1922 гг., член РКП(б) с 1918 года. В 1920—1921 годах на партийной работе в Белоруссии, в 1922 году — в Черемхово Иркутской области.
В 1923—1924 годах служил в РККА, одновременно учился на медицинском факультете 1-го Московского университета, затем перешёл на биологическое отделение физико-математического факультета. Окончил Университет в 1930 году. С 1929 года работал старшим научным сотрудником лаборатории экспериментальной биологии в Московском зоопарке. Затем, не оставляя работу в зоопарке, учился в аспирантуре АН СССР.
В 1928 году Б. П. Токин предложил термин «фитонциды» (от слияния др.-греч. φυτόν (растение) и лат. caedo (убиваю)) для токсичных летучих веществ некоторых растений, обладающих антимикробными свойствами (бактерицидов растительного происхождения). Токин заметил, что блюда «восточной кухни», приготовленные на базарах в условиях, не всегда соответствующих требованиям санитарии, не вызывали у людей вспышек кишечных инфекций. Он установил, что растительные продукты, используемые при приготовлении этих блюд в качестве пряностей, предохраняют их от порчи, а людей — от заражения заболеваниями.
В начале 1930-х годов — директор Государственного биологического института им. К. А. Тимирязева. Доктор биологических наук (1935).
В июне 1936 года Токин был назначен ректором Томского госуниверситета, в ноябре 1937 года освобождён с этой должности с исключением из ВКП(б), был арестован в феврале 1938 года. Через год он был освобождён и реабилитирован.
С марта 1939 года работал на кафедре анатомии, гистологии и эмбриологии Томского госуниверситета.
В 1941 году стал инициатором создания Томского комитета учёных, который объединил сотрудников вузов для научных исследований в помощь действующей армии.
В 1942 году в издательстве «Медгиз» вышла брошюра Токина, где автор описывал опыты по противомикробному воздействию кашицы чеснока и лука на микроорганизмы. В годы Великой Отечественной войны, при нехватке медикаментов, Токин рекомендовал применять кашицу, водные растворы тканевых соков, а также водную настойку наружных чешуй (20 г на 200 мл воды) лука и чеснока при лечении инфицированных ран и кишечных заболеваний. Токин утверждал, что под действием фитонцидов гибнут не только бактерии, но и микроскопические грибы и простейшие. Данное предложение Токина широко использовалось в госпиталях в годы войны.
С 1945 до 1955 — сотрудник Института экспериментальной медицины (ВИЭМ), профессор и заведующий кафедрой эмбриологии ЛГУ.
В 1950 году стал лауреатом Сталинской премии.
Участвовал в конфликтах с генетиками. В начале 1950 года Токин обратился в ЦК ВКП(б) с письмом, где сообщал, что секретарь еврейской масонской ложи профессор В. Я. Александров в конце 1940-х годов создал в ВИЭМ группу сионистского типа, в которую вошли директор института Д. Н. Насонов, профессора П. Г. Светлов, А. А. Браун, А. Д. Браун и другие учёные.
В 1966—1984 годах — президент Ленинградского Общества испытателей природы (ЛОИП).
Создал совместно с Г. П. Коротковой (жена Б. П. Токина) учение о соматическом эмбриогенезе — развитии нового индивида из соматических клеток при восстановительных реакциях у животных. В 1977 г. авторы опубликовали методологическую работу «Эмбриология и генетика».
В 1930-е годы, будучи оппонентом О. Б. Лепешинской, в то же время выдвинул понятие онтогении клетки как её развития между двумя делениями.

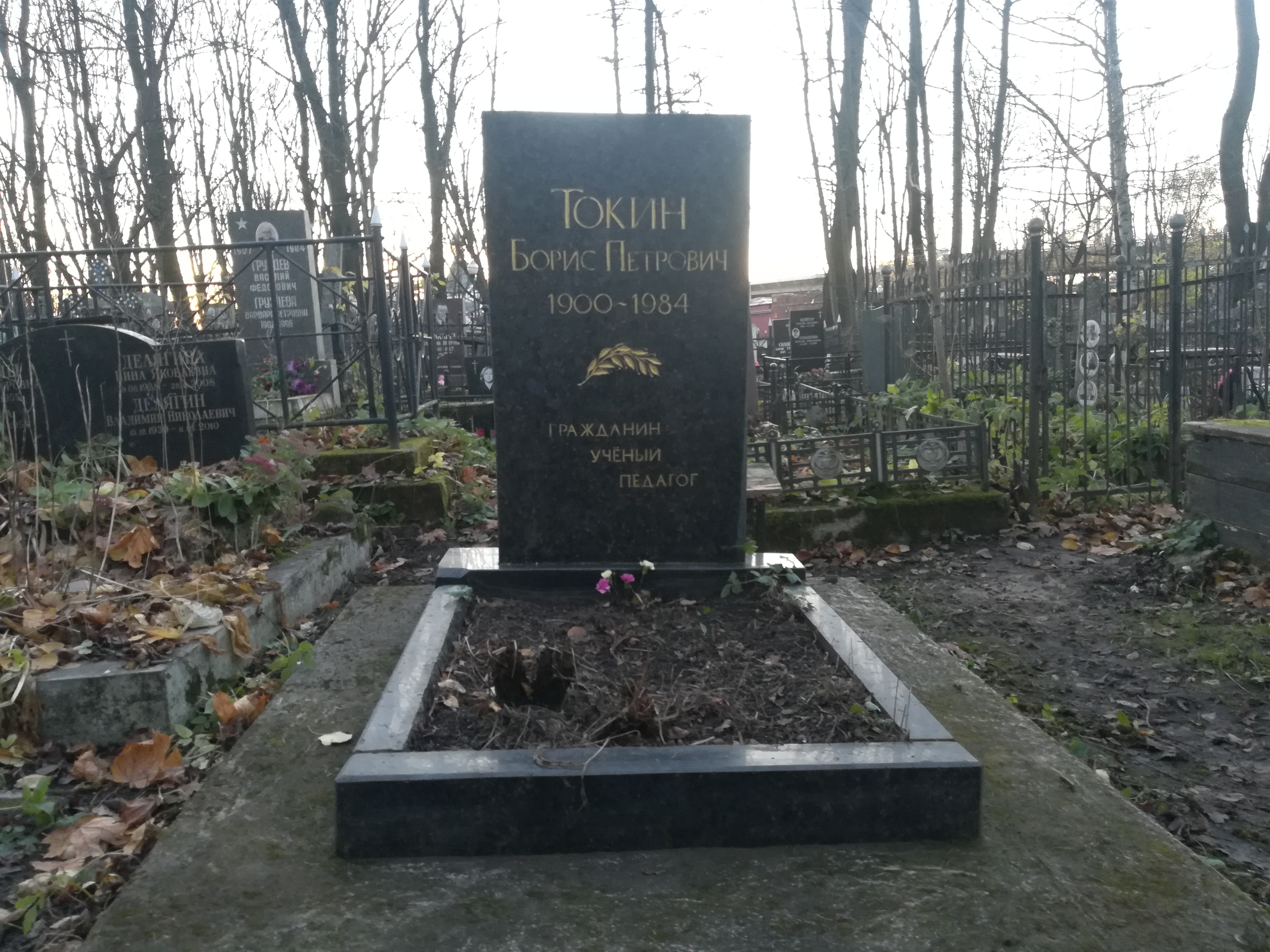
Могила Токина

Умер 16 сентября 1984 года. Похоронен в Ленинграде на Красненьком кладбище (Центральная дор., левая сторона).

## Награды и звания
- Герой Социалистического Труда — Указом Президиума Верховного Совета СССР от 20 июля 1971 года «за большие заслуги в развитии высшего образования и подготовке квалифицированных специалистов для народного хозяйства» с вручением ордена Ленина и золотой медали Серп и Молот
- орден Ленина (28.10.1967)
- орден Октябрьской Революции (25.07.1980)
- орден Трудового Красного Знамени (21.06.1957)
- медали
- заслуженный деятель науки РСФСР (30.11.1961)
- Лауреат Сталинской премии третьей степени (1950) — за научный труд «Фитонциды» (1948)
- Почётный гражданин города Вольск Саратовской области.

## Память
На здании школы в Вольске, где учился Б. П. Токин, установлена мемориальная доска. Одна из улиц Вольска носит его имя.